# François Turretin
François Turretin (znany też jako: Francesco Turrettini, ur. 17 października 1623 w Genewie, zm. 28 września 1687 w Genewie) – szwajcarski teolog kalwiński.

## Życiorys
Jego dziadkiem był Francesco Turrettini, który z powodu wyznawania protestantyzmu musiał opuścić rodzinną Lukkę i osiedlił się w Genewie w 1592. Jego ojcem był Benoit Turretin – pastor i profesor teologii. François kształcił się w Genewie, studiował w Lejdzie, Utrechcie, Paryżu, Saumur, Montauban i Nîmes. Po powrocie do Genewy został duchownym włoskiego zboru w 1648 i profesorem teologii na Uniwersytecie Genewskim w 1653. Jego synem był Jean Alphonse Turretin również teolog kalwiński.
Turretin był obrońcą czystości doktryny kalwinizmu i przeciwnikiem amyraldianizmu (odrzucającego doktrynę ograniczonego zbawienia). Brał udział w obradach Synodu w Dort i był jednym z autorów Konsensusu Helweckiego, który bronił kalwińskiej doktryny o podwójnej predestynacji (przeznaczenia jednych ludzi do zbawienia, a innych do potępienia).
Pisał głównie dzieła teologiczne o charakterze dogmatycznym, m.in. Institutio Theologiae Elencticae (3 tomy, wydane w Genewie, 1679-1685), które stały się wzorem polemicznych traktatów w teologii reformowanej. Turretin wywarł znaczny wpływ na doktrynę purytanów.